# Cascada de la Tzaráracua

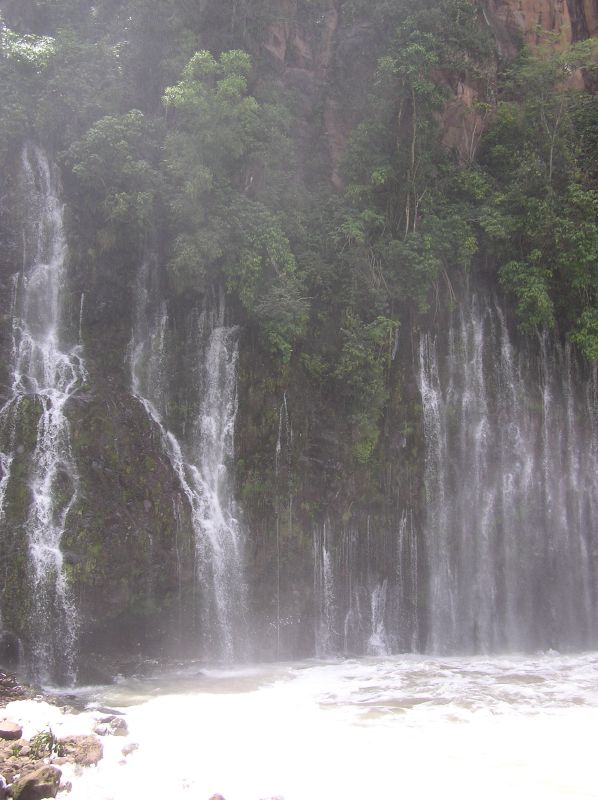
La Tzaráracua.

La cascada de la Tzaráracua se encuentra a unos 10 kilómetros de Uruapan en el estado mexicano de Michoacán.
La cascada tiene una altura aproximada de 40 metros y se forma por el río Cupatitzio, el cual nace en el parque natural de Barranca del Cupatitzio, dentro de la ciudad de Uruapan. Este río es afluente del río Tepacaltepec.

## Localización y recorrido
El recorrido se extiende en más de 3 kilómetros de escaleras y caminos con pendientes del 5 al 20%, a mitad del recorrido los escarpados taludes de roca ofrecen un panorama general del bosque circundante, durante los meses de lluvia (julio a octubre) la cascada se despierta entre la bruma y niebla en las faldas de los cerros, por doquier se ven los escurrimientos de agua que se filtra entre las rocas y se cuela en el follaje de los árboles, las ardillas y otros mamíferos abundan en los primeros 500 metros del descenso a la cascada y las orquídeas en floración destacan entre el colorido follaje de los encinos.
Para llegar a la cascada existen dos opciones, la primera es tomar el camino lateral para bajar a caballo (se renta en $100.00 pesos ida y vuelta) en cuyo caso el recorrido toma alrededor de 25 minutos. La segunda opción es descender a pie por el andador peatonal y bajar las 579 escaleras entre impresionantes taludes de roca volcánica, en donde también puede practicarse el rápel, las áreas para acampar son las explanadas cercanas a los miradores en los cuales existen asadores, sanitarios, leña y un techo donde guarecerse de la lluvia.
El recorrido puede ampliarse otros 20 minutos de caminata hasta llegar a la Tzararacuita que se mantiene como uno de los más hermosos sitios naturales, su cascada suele tener un color verdoso debido a que viene de la ciudad de Uruapan y contiene residuos de aguas negras, por lo que no es recomendable entrar en sus aguas.
El área comprende más de 45 hectáreas de bosque pino encino y mesófilo de montaña, la temperatura es agradable, aunque durante la fecha de estiaje es recomendable llevar suficiente agua durante el trayecto.
A la Tzararacua se puede llegar desde Jucutacato por un camino de terracería en el que se puede ingresar en un vehículo 4x4 y que lleva directamente hasta la parte más alta de la Tzaráracua, donde puede apreciarse la cascada principal y el fondo de más de 120 metros de altura.